# Olivier Proust
Pour les articles homonymes, voir Proust (homonymie).
Olivier Proust, est un acteur, auteur et metteur en scène français, né le 15 août 1948 à Neuilly-sur-Seine et mort le 19 février 2003 à Paris 12e.
Il a également doublé de nombreux films et dessins animés.

## Biographie
Olivier Daniel Proust naît le 15 août 1948 à Neuilly-sur-Seine. 

### Débuts
Il a suivi des cours de Lettres et Histoire de l'Art à Nanterre. Il a été élève à l'IDHEC (Institut des hautes études cinématographiques) et à l'École de la rue Blanche.

#### Mort

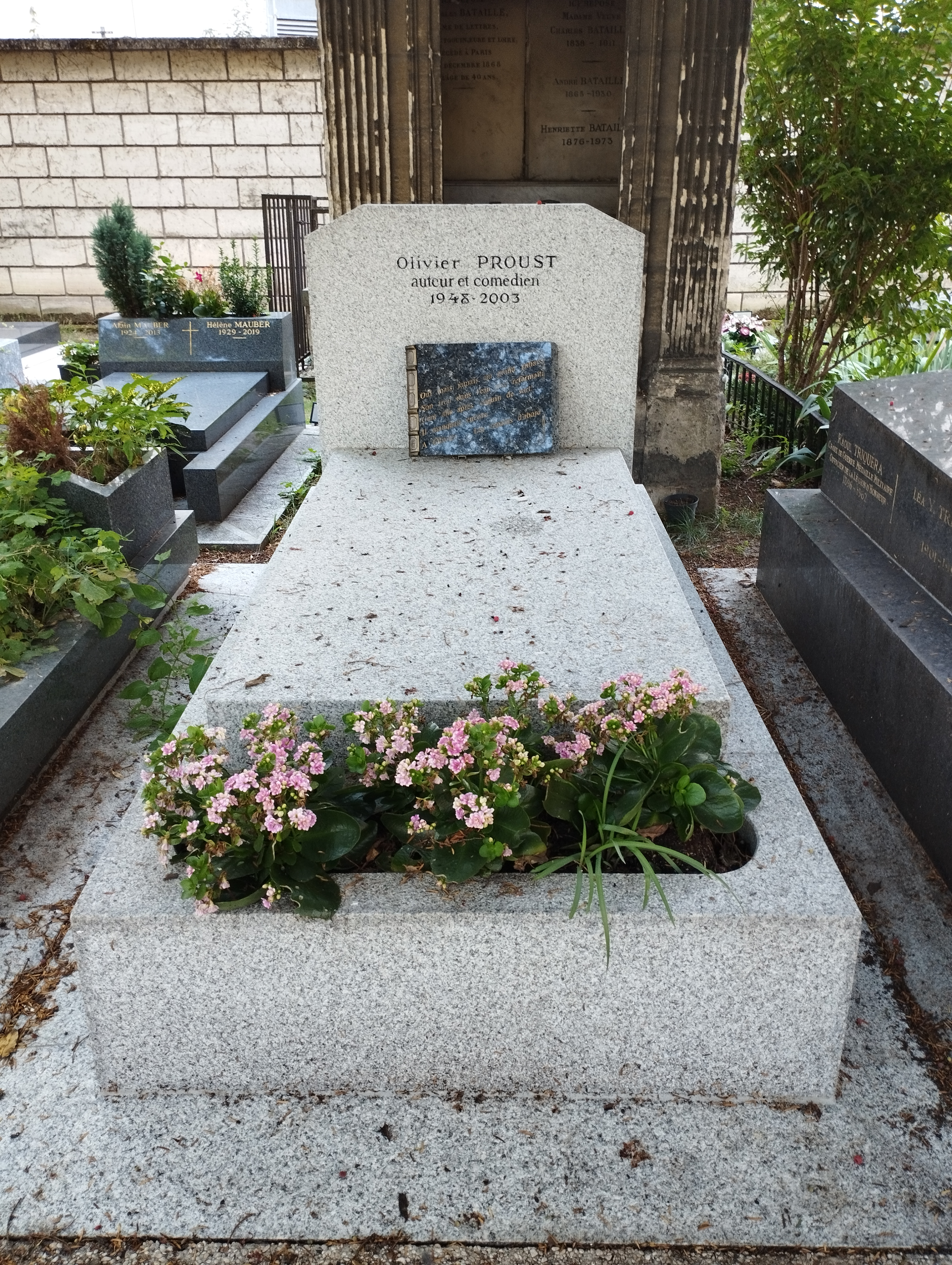
Tombe d'Olivier Proust au cimetière de Montmartre (division 14).

Il meurt le 19 février 2003 à Paris 12e. Il repose au cimetière de Montmartre (14e division), aux côtés de ceux qu'il admirait tant : Sacha Guitry, Louis Jouvet, François Truffaut, etc.
Il s'est produit dans de multiples cabarets tels que : Contrescarpe, Méthode, Pétrin, Écluse, Vieille grille, Bus, etc.

## Théâtre

### Comédien
- 1972 : Demain à la fête de Guy Foissy, mise en scène de Jean-Marie Cornille, Théâtre des Deux Portes (Paris)
- 1973 : Le Mari de la veuve de d’Alexandre Dumas, Auguste Anicet-Bourgeois et Eugène Durieu, mise en scène de Pierre Arnaudeau

- 1973 : Chicago dans mon placard d'Aristide-Christian , mise en scène de Pierre Arnaudeau, Théâtre du Tertre (Paris)
- 1973 : Histoire de roi Kaboul 1er et du marmiton Gauwain de Max Jacob, mise en scène de Jean Signé, Comédie de l'Ouest (Rennes)
- 1975 : Les Grandes Invasions barbares du Ve siècle d’Alain Combes et lui-même, Théâtre Mouffetard (Paris)
- 1975 : Les Causeries de Sherlock Holmes et Dr Waston d’Alain Combes et lui-même, Théâtre Mouffetard (Paris)
- 1978 : Simplex ou la Peau de fou de Hansjörg Schneider, mise en scène de Guy Kayat, Théâtre 71 (Malakoff)
- 1979 : Danton et Robespierre d’Alain Decaux, Stellio Lorenzi et Georges Soria, mise en scène de Robert Hossein, Palais des Congrès (Paris)
- 1980 : Boubou et Pécuche en Basse-Normandie d'après Gustave Flaubert, mise en scène de Jean-Louis Sarthou, Centre Jacques Prévert (Les Ulis)
- 1981 : Morte à Yonville de Jean-Louis Sarthou, mise en scène de Jean-Louis Sarthou, Fondation Deutsch de la Meurthe (Paris)
- 1984 : Le Prix Martin d'Eugène Labiche et Émile Augier, mise en scène de Jean-Louis Sarthou, Centre culturel Aragon Triolet d'Orly (Orly)
- 1987 : L'Affaire du courrier de Lyon d'Alain Decaux et Robert Hossein, mise en scène de Robert Hossein, Palais des congrès de Paris
- 1988 : La Liberté ou la Mort d'Alain Decaux, Stellio Lorenzi et Georges Soria, mise en scène de Robert Hossein, Palais des congrès (Paris)
- 1990 : Cyrano de Bergerac d'Edmond Rostand, mise en scène de Robert Hossein, Théâtre Marigny (Paris)
- 1992 : Les Bas-fonds d'après Maxime Gorki, mise en scène de Robert Hossein, Théâtre Mogador (Paris)
- 1993 : Le Canard sauvage de Henrik Ibsen, mise en scène d'Alain Françon, Comédie-Française (Paris)
- 1995 : La Visite de la vieille dame de Friedrich Dürrenmatt, mise en scène de Régis Santon, Les Célestins (Lyon)

#### Auteur
- 1975 : Les Grandes Invasions barbares du Ve siècle d’Alain Combes et lui-même, Théâtre Mouffetard (Paris)
- 1975 : Les Causeries de Sherlock Holmes et Dr Waston d’Alain Combes et lui-même, Théâtre Mouffetard (Paris)
- 1982 : Chronique du voyeur bizarre de lui-même, mise en scène de lui-même, La Fontaine d'Argent (Aix-en-Provence)

#### Metteur en scène
- 1982: Chronique du voyeur bizarre de lui-même, mise en scène de lui-même, La Fontaine d'Argent (Aix-en-Provence)

## Filmographie

### Cinéma
- 1982 : Les Misérables, réalisation Robert Hossein
- 1985 : Sac de nœuds, réalisation Josiane Balasko
- 1992 : L'Inconnu dans la maison de Georges Lautner
- 1992 : Drôme de Drame de Georges Saint-Yves
- 1994 : Vertige Court métrage de Alexandre de Mortemart

### Télévision
- 1972 : Les Misérables de M. Bluwal (mini série)
- 1980 : La faute de Monsieur Bertillon d'Alain Dhénaut (téléfilm)
- 1982 : Madame S.O.S. – ép. :  Le fruit déguisé, d'Alain Dhénaut
- 1982 : La neige et la cendre de Jacques Espagne (téléfilm)
- 1983 : Fabien de la Drôme de Michel Wyn
- 1985 : L’Affaire Caillaux de Yannick Andréi
- 1986 : Félicien Grevèche de Michel Wyn
- 1986 : Espionne et tais-toi – ép. : La métaphysique de l'œuf, de Claude Boissol
- 1988 : Tribunal de TF1 (série TV)
- 1995 : La Belle époque de Gavin Millar (mini-série)
- 1998 : This Could Be the Last Time de Gavin Millar

## Doublage

### Cinéma

#### Films
- 1988 : Willow : divers soldats et l'aubergiste[Qui ?]
- 1989 : Batman : un homme du Joker[Qui ?]
- 1989 : Shirley Valentine : Sydney (Ken Sharrock)
- 1996 : Independence Day : Mike Dodge (Randy Oglesby (en))
- 1996 : L'Agent secret : M. Michaelis (Roger Hammond)
- 1996 : Disjoncté : voix additionnelles
- 1997 : Titanic : le technicien à la chaufferie[Qui ?]
- 1997: Breakdown : le barman (Jack McGee)
- 1997: À couteaux tirés : Styles (L.Q. Jones)
- 1997 : Les Fantômes du passé : James Holley (Ramon Bieri)
- 1997 : Les Ailes de l'enfer : Nathan « Diamond Dog » Jones (Ving Rhames)
- 1997 : George de la jungle : lui-même (Willie Brown)
- 1998 : Snake Eyes : Zietz, l'homme bourré (Chip Chuipka)
- 1998 : Babe, le cochon dans la ville : le doberman (Stanley Ralph Ross) (Voix)
- 1999 : Matrix : Dozer (Anthony Ray Parker)
- 2000 : Crinière au vent, une âme indomptable : Black Smith (Ronin Smith)
- 2000 : Séquences et Conséquences : Bunky (Morris Lamore)
- 2000 : Intuitions : le shérif Pearl Johnson (J.K. Simmons)
- 2001 : Training Day : Tim (Nick Chinlund)
- 2001: Spy Game : Jeu d'espions : Harry Duncan (David Hemmings)
- 2001 : D'Artagnan : Bonacieux (Bill Treacher (en))
- 2002 : Star Wars, épisode II : L'Attaque des clones : le droïde serveur dans le cargo[Qui ?] et un barman dans le club de Coruscant[Qui ?]

#### Films d'animation
- 1989[n 1] : La Petite Sirène : le marin (2e doublage)
- 1992 :Tom et Jerry, le film : Lummox
- 1993 : Batman contre le fantôme masqué : le Fantôme masqué
- 1995[n 2] : Le Journal d'Anne Frank : Monsieur Hans van Dann
- 1998 : La Légende de Brisby : Brutus

### Télévision

#### Téléfilms
- 2001 : Earth vs. the Spider : Nick Bezis (Mario Roccuzzo)

#### Séries télévisées
- James Pickens Jr. dans :
  - Brooklyn South (1997-1998) : l'inspecteur Reggie Simpson
  - The Practice : Donnell et Associés (1997-2000) : l'inspecteur Mike McCrew (1er voix)
- 1990 : WorkinGirls : Joe McGill (David Schram)
- 1993-1999 : Star Trek : Deep Space Nine : Kor (John Colicos)
- 1998-2000 : Helicops : Hagen Dahlberg (Peter Simonischek)
- 1999-2002 : Dawson : l'entraîneur Emmett Creed (John Shearin) (saison 3, épisode 4) et la garde[Qui ?] (saison 5, épisode 1)
- 2000 : Les Médiums : Albert McGonaigle (John Aylward)
- 2000 : Dark Angel : Dan Vogelsang (Stephen Lee)
- 2000-2001 : Washington Police : Chef-Adjoint Joe Noland (Roger Aaron Brown) (1er voix, saison 1)
- 2000-2001 : Espions d'état : Robert Quinn (Daniel Benzali) (1er voix, saison 1)

#### Séries d'animation
- 1988-1994[n 3] : Crying Freeman : Wan (épisode 5)
- 1992-1995 : Batman : le Maire Hill (voix de remplacement), Gueule d'argile (2e Voix)
- 1993-1994 : Animaniacs :le père Noël et le directeur du magasin (épisode 50)
- 1996 : Dragon Flyz : voix additionnelles
- 1996-1999 : Hé Arnold ! : Big Bob Pataki (1er voix)
- 1996-1997 : Mighty Ducks : Cogitator (épisode 16), Tai Quack Do (épisode 17), Thrash (épisode 23)
- 1996-2000: Superman, l'ange des Métropolis : Mamie Bonheur (1er voix)
- 1997 : Blake et Mortimer : Sharkey et Nicolas Flamel
- 1998-2000 : Hercule : Orion (épisode 30)
- 2001 : Samouraï Jack : Aku (1er voix, saison 1)
- 2001 : La Ligne des justiciers : les Nemrods (Saison 1, épisodes 4 et 5)
- 2000-2001 : La Famille Delajungle : Burro (épisode 59)

#### Jeux vidéo
- 1996 : Diablo : le seigneur du Sang et voix additionnelles